# Samsung Galaxy M22
El Samsung Galaxy M22 es un teléfono inteligente de gama media fabricado por Samsung, parte de la serie Samsung Galaxy M.

## Características

### Hardware
El Galaxy M22 es un smartphone con factor de forma de tipo slate, cuyas dimensiones son 159,9 × 74 × 8,4 mm y pesa 186 gramos.
El dispositivo está equipado con conectividad GSM, HSPA, LTE, Wi-Fi 802.11 a/b/g/n/ac de doble banda con Wi-Fi Direct y soporte para hotspot, Bluetooth 5.0 con A2DP y LE, GPS con A-GPS, BeiDou, GALILEO y GLONASS y NFC. Soporta Dolby Atmos. Cuenta con un puerto USB-C 2.0 y una entrada jack de audio de 3,5 mm.
Cuenta con una pantalla táctil capacitiva Super AMOLED Infinity-U de 6,4 pulgadas en diagonal, esquinas redondeadas y resolución HD+ de 720 × 1600 píxeles, con una frecuencia de actualización máxima de 90 Hz.
Tiene una batería li-po de 5000 mAh no extraíble por el usuario. Admite carga rápida a 25 vatios.
El chipset es un MediaTek Helio G80 con CPU octa core (2 núcleos a 2 GHz + 6 núcleos a 1,8 GHz). La memoria interna, del tipo eMMC 5.1, es de 128 GB (ampliable mediante microSD hasta 1 TB) mientras que la RAM es de 4 GB.
La cámara trasera tiene un sensor principal de 48 megapíxeles, con apertura f/2.0, un sensor ultra gran angular de 8 MP, un sensor de profundidad de 2 MP y un sensor macro de 2 MP, cuenta con autofoco PDAF, modo HDR y flash LED, capaz de grabar video Full HD a 30 cuadros por segundo, mientras hay una única cámara frontal de 13 MP, con soporte HDR y grabación de video Full HD a 30 fps.

### Software
El sistema operativo es Android 11, acompañado de la interfaz de usuario One UI Core 3.1.

## Marketing
El dispositivo fue presentado el 14 de septiembre de 2021.